# Cărbunari (okręg Marmarosz)
Cărbunari – wieś w Rumunii, w okręgu Marmarosz, w gminie Dumbrăvița. W 2011 roku liczyła 632 mieszkańców.